# 保加利亞國家男子籃球隊
保加利亞國家男子籃球隊是保加利亞的國家男子籃球隊。保加利亞曾獲得1957年歐洲籃球錦標賽的亞軍，但卻只參加過一次世界籃球錦標賽的賽事，是1959年的世界籃球錦標賽。